# Борбени комплет
Борбени комплет (бојеви комплет, скраћено б/к, понекад само бк) је одређена количина муниције или борбених средстава за појединачног војника, оруђе, борбено возило, борбени авион и слично или војну јединицу као цјелину. По томе се и могу подијелити на лични (појединачни) борбени комплет, збирни (за сву једнотипну муницију у јединици) и укупан борбени комплет (све врсте муниције).
Борбени комплет се обично носи уз оружје али могућ је и одвојени транспорт. Борбени комплет служи као прорачунска мјера (норма) за одређивање потреба једнице са муницијом за извршење борбеног задатка.
Означава се скраћеницом б/к уз ознаку врсте муниције (калибар, оружје). Прорачун може бити по броју (100 метака), тежински (10 kg) или по јединици паковања (сандук). Као основна мјера за одређивање борбеног комплет се обично узима количина муниције потребна за један борбени дан: ово се некад назива и шаржа, јединица ватре, муницијски дан снабдијевања и слично.
Када командант одлучи о утрошку муниције за извршење задатка (рецимо 0.7 б/к, 1.1 б/к) и слично, на свим нивоима јединица, на основи постојећег стања резерви муниције и планираног утрошка одређује се потребни дотур и попуна муницијом током борбе.

## Копнена војска
Борбени комплет првих пушака је износио само 3-5 метака, због споре паљбе. Почетком 19. вијека већ је око 60 метака и резервни кременови и фитиљ. У српској војсци током Првог свјетског рата б/к за пушку износи 150 метака, од тога трећина у сандуцима од 63 kg при батаљонском транспорту.
Током Другог свјетског рата борбени комплет је повећан посебно за аутоматско оружје. Борбени комплет аутомата је неколико стотина метака, а митраљеза неколико хиљада. 
У земаљској артиљерији совјетске војске током Другог свјетског рата борбени комплет минобацача 82 mm је 120 мина, 120 mm 80 мина, за топове 76 mm 140 метака, топове 122 mm 60 метака.
У ПАВ одбрани митраљези имају борбени комплет од 1500-2000 метака по цијеви, лаки ПАВ топови 200-800, средњи и тешки 150-200 метака.
Борбени комплет тенка САД М.60 послије Другог свјетског рата износио је 55 метака за топ 105 mm и 5950 метака за митраљез.

## Ратна морнарица
Борбени комплет зависи од врсте оруђа и борбених средстава. Бродски борбени комплет зависи од намјене брода, врсте оружја и могућности попуне. Послије Другог свјетског рата просјечни борбени комплет износи 500-4000 метака за оруђа калибра 20-57 mm, и 150-350 за великокалибарска оруђа. Мински борбени комплет минополагача је 40-1000 мина, торпедних чамаца 1 торпедо по цијеви, а подморница 1-4.

## Ратно ваздухопловство
Код авиона у борбени комплет спада муниција (за митраљезе, топове, ракетна зрна и пројектили) намијењени за један борбени задатак - то јест авиополијетање. Ловци и ловци-бомбардери обично имају и варијанте наоружања, па и варијације у борбеном комплету.
Као примјер ловац Хокер харикен из Другог свјетског рата има за 8 митраљеза б/к од укупно 2400 метака (300 метака по митраљезу). Модернији ловац Мираж III (1965.) има 2 топа 30 mm са укупно 250 метака, 2 вођена пројектила ваздух-ваздух са инфрацрвеним самонавођењем, и један са радарским навођењем - за ловачке задатке.